# 7 (David Guetta)
7 è il settimo album in studio del DJ e produttore discografico francese David Guetta, pubblicato il 14 settembre 2018 dalla What a Music, Parlophone e Warner Music Group.
L'album è composto da due dischi; il primo, composto da 15 tracce, che vede la partecipazione di vari cantanti e rapper tra cui: Sia, Anne-Marie, Bebe Rexha, J Balvin, Jason Derulo, Nicki Minaj, Willy William, Justin Bieber, Jess Glynne, Stefflon Don, Lil Uzi Vert e G-Eazy; mentre il secondo, composto da 12 tracce, presenta musica Underground House, simile alle origini di Guetta. Quest'ultimo introduce anche lo pseudonimo di Guetta, "Jack Back".

## Sfondo
7 comprende due dischi; il primo include collaborazioni con vari cantanti e rapper; mentre il secondo è un mixtape che presenta il nome di "Jack Back", che in seguito si è rivelato essere uno pseudonimo di Guetta.
Il nome dell'album ha un significato speciale per Guetta; Elaborando il tema e il nome dell'album Guetta disse:
In un'intervista con Pete Tong, Guetta ha detto che l'album rappresenta un ciclo completo e che tornava alle radici della sua casa.
(Guetta riguardo al doppio album e al suo pseudonimo, "Jack Back".)
Accanto all'uscita dei singoli ufficiali dell'album, un certo numero di altre canzoni furono pubblicate durante la registrazione dell'album. Il 27 marzo 2017 Guetta ha pubblicato "Light My Body Up", con Nicki Minaj e Lil Wayne. Questo è stato poi seguito il 28 aprile dall'uscita di "Another Life", singolo realizzato insieme ad Afrojack e il 28 luglio da "Complicated", realizzato con Dimitri Vegas & Like Mike e che ha visto la partecipazione di Kiiara.
Il 3 novembre Guetta e Afrojack hanno pubblicato "Dirty Sexy Money" con Charli XCX e French Montana, seguito dalla collaborazione con Martin Garrix in "So Far Away" con Jamie Scott e Romy Dya, "Your Love" con Showtek e Mad Love con Sean Paul e Becky G.

## Singoli
"2U" con Justin Bieber è stato pubblicato come primo singolo dell'album il 7 giugno 2017. La canzone ha raggiunto il picco nella top-ten di oltre 15 paesi in tutto il mondo, tra cui il Regno Unito, in gran parte di Europa, in Australia e in Nuova Zelanda. Questo è stato seguito da "Dirty Sexy Money", con Afrojack e con le voci di Charli XCX e French Montana. Guetta ha descritto la collaborazione come il tipo di canzone "che avrebbe sempre voluto fare". Il singolo ha raggiunto la vetta della top-30 in Francia, 47 nel Regno Unito e la top-ten in molte classifiche dance.
Il 22 febbraio 2018 è uscito "Like I Do", con Martin Garrix e Brooks.
Il 24 agosto 2018, Guetta ha pubblicato simultaneamente altri due singoli dell'album, "Goodbye" con Jason Derulo, Nicki Minaj e Willy William e "Drive", una collaborazione con il DJ sudafricano Black Coffee e Delilah Montagu.

### Singoli promozionali
Il 20 agosto 2018 è stato pubblicato su Beatport il singolo promozionale "Overtone".

## Promozione
Guetta si esibì a Papenburg, in Germania, per la presentazione ufficiale della nuova nave della compagnia crocieristica AIDA Cruises, l'AIDAnova. Successivamente ha unaugurato la prima giornata del Fusion Festival 2018, che si è svolto presso la Otterspool Promenade a Liverpool, nel Regno Unito.
Il 9 settembre ha pubblicato un mixtape, contenente 12 tracce sotto lo pseudonimo "Jack Back", poi aggiunto nell'album come secondo disco. Inoltre ha pubblicato una serie di teaser sul suo account ufficiale di Instagram, in ogni video si sentono pezzi di alcune canzoni contenute nell'album, mentre le screencaps compongono la copertina.

## Tracce

### Disco 1
1. Don't Leave Me Alone (feat. Anne-Marie) – 3:04
2. Battle (feat. Faouzia) – 2:43
3. Flames (con Sia) – 3:15
4. Blame It on Love (feat. Madison Beer) – 3:27
5. Say My Name (con Bebe Rexha e J Balvin) – 3:18
6. Goodbye (con Jason Derulo feat. Nicki Minaj e Willy William) – 3:15
7. I’m That Bitch (feat. Saweetie) – 3:14
8. Like I Do (con Martin Garrix e Brooks (disc jockey)) – 3:22
9. 2U (feat. Justin Bieber) – 3:14
10. She Knows How to Love Me (feat. Jess Glynne e Stefflon Don) – 3:01
11. Motto (con Steve Aoki feat. Lil Uzi Vert, G-Eazy e Mally Mall) – 2:29
12. Drive (con Black Coffee feat. Delilah Montagu) – 3:06
13. Para que te quedes (feat. J Balvin) – 2:50
14. Let It Be Me (feat. Ava Max) – 2:52
15. Light Headed (con Sia) – 2:58

Durata totale: 46:08
Bol.com/Bonus track nella versione britannica;
1. Mad Love (con Sean Paul feat. Becky G) – 3:19
2. Dirty Sexy Money (con Afrojack feat. Charli XCX e French Montana) – 2:52
3. So Far Away (con Martin Garrix feat. Jamie Scott e Romy Dya) – 3:03
4. Your Love (con Showtek) – 3:05

### Disco 2 - Accreditato come Jack Back
1. Reach for Me – 3:47
2. Freedom (David Guetta and CeCe Rogers) – 3:55
3. Grenade – 3:32
4. Inferno – 3:09
5. Overtone – 3:36
6. Back and Forth – 3:25
7. Pelican – 3:26
8. Afterglow – 3:26
9. Think Think Think – 3:41
10. Orion – 3:52
11. What 2 Say – 3:36
12. Just a Little More Love (feat. Chris Willis) (Jack Back 2018 Remix) – 3:24

Durata totale: 42:49

### Crediti
- Let It Be Me contiene parti della melodia di Tom's Diner di Suzanne Vega.
- Goodbye contiene parti della melodia di Con te partirò di Andrea Bocelli.

## Date di pubblicazione
| Regione               | Data              | Formato                                  | Etichetta                                    |
| --------------------- | ----------------- | ---------------------------------------- | -------------------------------------------- |
| Stati Uniti d'America | 9 settembre 2018  | Jack Back Mixtape - streaming            | What a Music, Atlantic Records               |
| Mondo                 | 14 settembre 2018 | Streaming, download digitale, CD, vinile | What a Music, Parlophone, Warner Music Group |